# Passo dei Ghiffi
Il passo dei Ghiffi è un valico dell'Appennino ligure posto a 1067,5 m s.l.m.

## Descrizione
Il passo si trova sullo spartiacque Ligure/Padano al confine tra la Val Graveglia (a ovest, in Liguria) e la Val Taro (a est, in Emilia). Si apre tra il Monte Ghiffi (1238 m, a nord-est) e il Brich Zoleggi. È attraversato dalla Strada Provinciale 49 della città metropolitana di Genova che collega il Passo del Bocco con la località Sopralacroce, nel comune di Borzonasca. La discesa dal colle verso l'Emilia-Romagna puù avvenire o per sentieri e strade sterrate oppure su asfalto tramite il Passo del Bocco.

## Escursionismo
Dal Passo dei Ghiffi transita la tappa numero 34 dell'Alta Via dei Monti Liguri Passo della Spingarda - Passo del Bocco.

## Ciclismo
Il valico è apprezzato dai ciclisti sia per la sua vicinanza alla Riviera Ligure sia perché consente di percorrere un bell'anello passando per il Passo del Bocco (al quale si può salire da Mezzanego) con Borzonasca. La salita da Borzonasca è impegnativa e comprende strappi dove si raggiungono pendenze del 16 %.